# 35 Pułk Piechoty (Imperium Rosyjskie)
35 Briański pułk piechoty Generała Adiutanta Księcia Gorczakowa (ros. 35-й пехотный Брянский генерал-адъютанта князя Горчакова полк)) – oddział piechoty okresu Imperium Rosyjskiego.

## Charakterystyka
Sformowany w 1809. Stacjonował w Krzemieńczuku. Nosił nazwy: Briański pp (1811–1833, 1856–1861), Briański pjegr (1833–1855), pjegr gen. adiutanta ks. Gorczakowa (1855–1856).

 W przededniu I wojny światowej pułk etatowo posiadał cztery bataliony po cztery kompanie oraz kompanię tyłową. Kompania piechoty czasu wojny liczyła około 240 żołnierzy i 4–5 oficerów. Na szczeblu pułku występował także pododdział karabinów maszynowych (8 km), łączności (w tym 14 konnych gońców i 21 telefonistów) i zwiadowczy (64 zwiadowców, w tym 4 kolarzy). W sumie pułk liczył około 4000 żołnierzy.

W  lipcu 1914, na bazie zalążków wydzielonych z pułku, w ramach 2 fali mobilizacyjnej, sformowany został rezerwowy 239 pułk piechoty.

35 pułk piechoty rozformowany został w 1918.

## Podporządkowanie
Lipiec 1914:
- 10 Korpus Armijny – Charków[9]
  - 9 Dywizja Piechoty – Połtawa
    - 2 Brygada Piechoty – Połtawa
      - 35 Briański pułk piechoty – Krzemieńczuk